# Dżersej

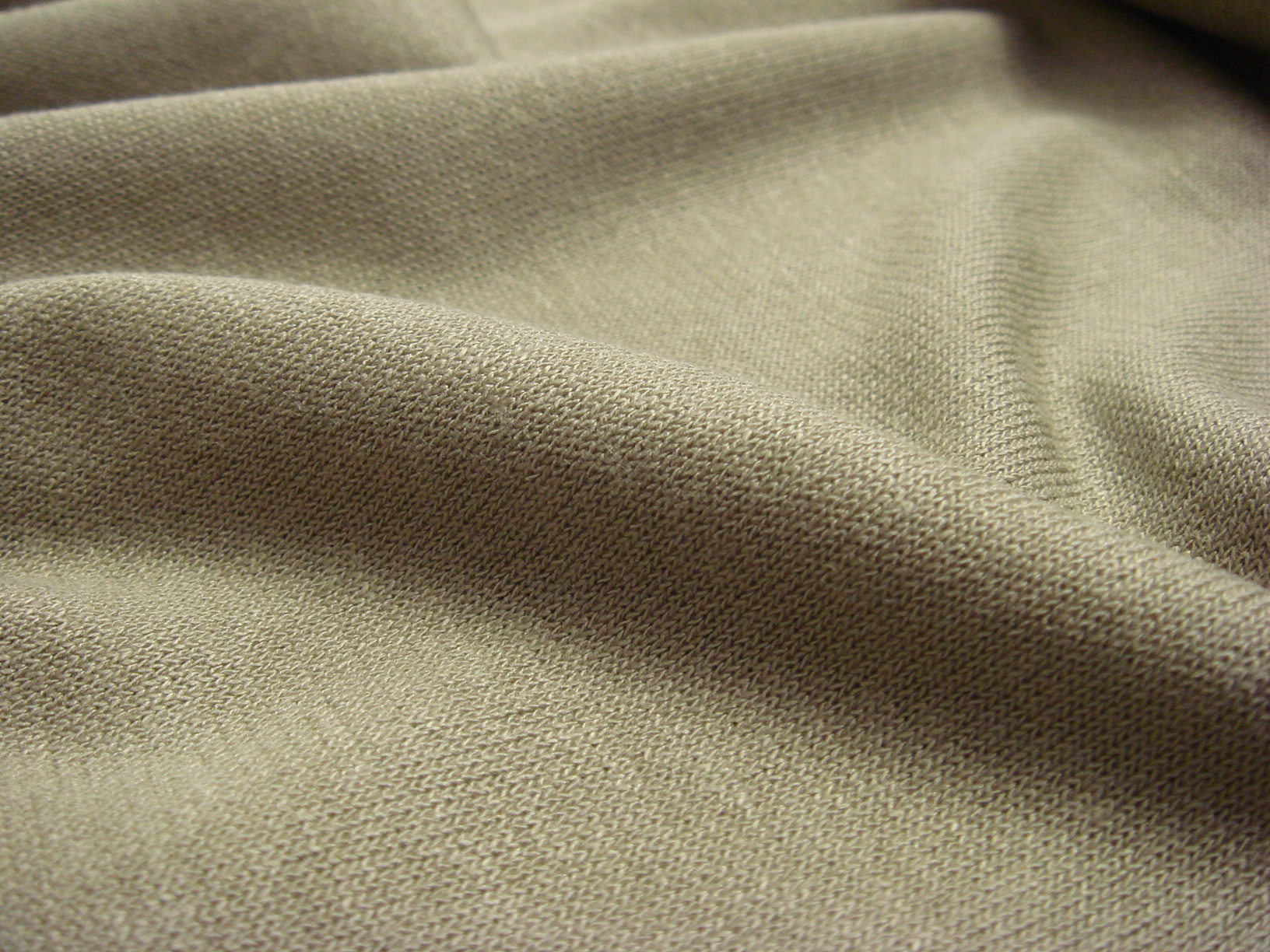
dzianina dżersejowa interlock

Dżersej – spolszczona nazwa odmiany dzianiny wyrabianej oryginalnie z cienkich włókien wełnianych, obecnie także bawełnianych i innych rodzajów włókien. Nazwa materiału pochodzi od nazwy wyspy na kanale La Manche – Jersey.
Dzianina ta nadaje się do produkcji lekkiej odzieży (także bielizny) i pościeli. M.in T-shirty (także koszulki sportowe) wykonywane są na ogół z cienkiego dżerseju, w najbardziej popularnych wersjach – bawełnianego.
Spotykane są różne odmiany splotu dżersejowego, m.in. z pojedynczej albo z podwójnej przędzy.